# State of the World Address
State of the World Address – trzeci album zespołu Biohazard wydany w 1994 roku przez wytwórnię Warner Bros. Records.

## Lista utworów
1. "State of the World Address" – 3:18
2. "Down for Life" – 3:46
3. "What Makes Us Tick" – 2:23
4. "Tales from the Hard Side" – 5:40
5. "How It Is" (gościnnie Sen Dog z Cypress Hill and DJ Lethal z House of Pain) – 4:02
6. "Remember" – 3:40
7. "Five Blocks to the Subway" – 3:13
8. "Each Day" – 3:52
9. "Failed Territory" – 5:40
10. "Lack There of" – 4:47
11. "Pride" – 3:16
12. "Human Animal" – 4:53
13. "Cornered" – 3:11
14. "Love Denied" & Hidden Track (a capella) – 5:55

Wszystkie utwory stworzyli Evan Seinfeld i Billy Graziadei.

## Skład zespołu
- Evan Seinfeld - śpiew, gitara basowa
- Billy Graziadei - śpiew, gitara
- Danny Schuler - perkusja
- Bobby Hambel - gitara

## Informacje i nawiązania
- Utwór "Five Blocks to the Subway" został zainspirowany wierszem pod tym samym tytułem autorstwa Roberta Jamesa Hambela.
- W utworze "Lack There of" wykorzystano dialogi z filmu Wściekłe psy (ang. Reservoir Dogs, 1992) wypowiadane przez postać Pan Biały/Larry (Harvey Keitel) - autorem jest Quentin Tarantino.
- W utworach "State of the World Address", "Tales from the Hard Side" i "Each Day" wykorzystano sample z filmu dokumenalnego Great Crimes of the Century (1986).[1]
- We wkładce do płyty zapisano dedykację płyty "Honor the courage, sacrifice, and devotion to duty and country of our Vietnam veterans."